# Tour de Jura (França)
O Tour de Jura (em francês Tour du Jura Cycliste) é uma corrida de ciclismo por etapas profissional francesa que se disputa desde o 2003 ao redor do departamento de Jura e inicialmente foi denominada Tour do Revermont.
A corrida fazia parte do calendário nacional francês e desde 2017 integrou-se ao circuito UCI Europe Tour como concorrência de categoria 2.2.

## Palmarés
| Ano               | Ganhador                 | Segundo            | Terceiro               |
| ----------------- | ------------------------ | ------------------ | ---------------------- |
| Tour do Revermont |                          |                    |                        |
| 2003              | Xavier Pache             | Damien Cigolotti   | Francis Mourey         |
| 2004              | Florian Courrège         | Franck Bucci       | David de Vecchi        |
| 2005              | Franck Bucci             | Sébastien Besqueut | Romain Berion          |
| Tour du Jura      |                          |                    |                        |
| 2006              | Jean-Charles Sénac       | Cyril David        | Florian Courrège       |
| 2007              | Baptiste Fuchs           | Aurélien Midey     | Thibaut Pinot          |
| 2008              | Damien Favre-Félix       | Gwénaël Rouzet     | Oram Locatelli         |
| 2009              | Sébastien Gredy          | Guillaume Vinit    | Laurent Colombatto     |
| 2010              | Émilien Viennet          | Jérémy Laby        | Nicolas Ougier         |
| 2011              | Yoann Michaud            | Frédric Talpin     | François Bailly-Maître |
| 2012              | Laurent Colombatto       | Nicolas Roux       | Frédéric Brun          |
| 2013              | Erwan Brenterch          | Guillaume Martin   | Alo Jakin              |
| 2014              | Sébastien Fournet-Fayard | François Bidard    | Adrien Legros          |
| 2015              | Pierre Bonnet            | Mikel Aristi       | Anass Aït O Abdia      |
| 2016              | Léo Vincent              | Romain Bacon       | Nans Peters            |
| 2017              | Thomas Degand            | Fausto Masnada     | Guillaume Martin       |
| 2018              | Carl Fredrik Hagen       | Kobe Goossens      | Chris Harper           |
| 2019              | Kobe Goossens            | Cristian Scaroni   | Jérémy Cabot           |

## Palmarés por países
| País    | Vitórias |
| ------- | -------- |
| França  | 13       |
| Bélgica | 2        |
| Suíça   | 1        |
| Noruega | 1        |